# Lawessons reagens

Strukturformel

Lawessons reagens (förkortas LR) är ett reagens inom den organiska kemin. Reagenset används för att introducera svavel i organiska föreningar. Den svenske kemisten Sven-Olov Lawesson populariserade dess användning och har även gett namn åt denna kemikalie, trots att han inte upptäckte den. Reagenset finns kommersiellt tillgängligt och framställs ur anisol och fosforpentasulfid (P4S10). Dess genomträngande svavelaktiga lukt kan tas bort genom behandling med natriumhypokloritlösning.
Lawessons reagens innehåller en 4-ring som vid värmning kan spjälkas upp i två reaktiva ditiofosfinylider som i sin tur är den huvudsakliga reaktiva specien.

## Tillämpningar
Den viktigaste tillämpning är reaktioner där en karbonyl omvandlas till en tiokarbonyl (tionering), i synnerhet ketoner, amider och estrar. Reagenset är aktivare än fosforpentasulfid som ofta behöver högre värme och längre reaktionstid.

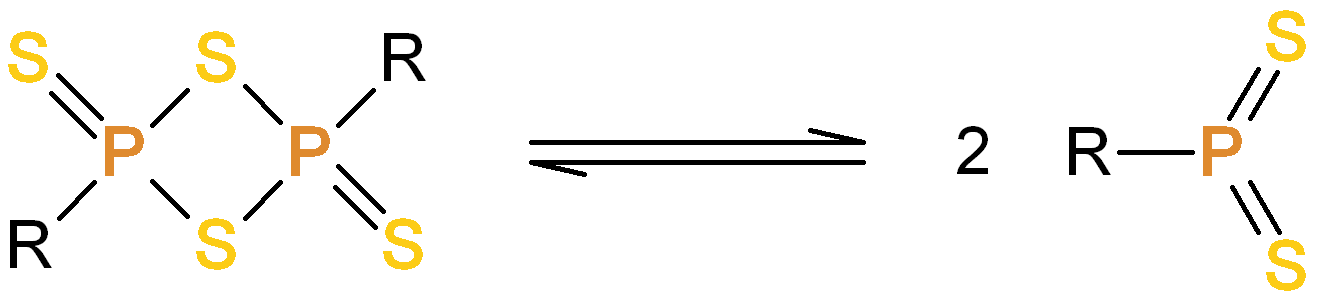
4-ringen kan bilda två reaktiva ditiofosfinylider.

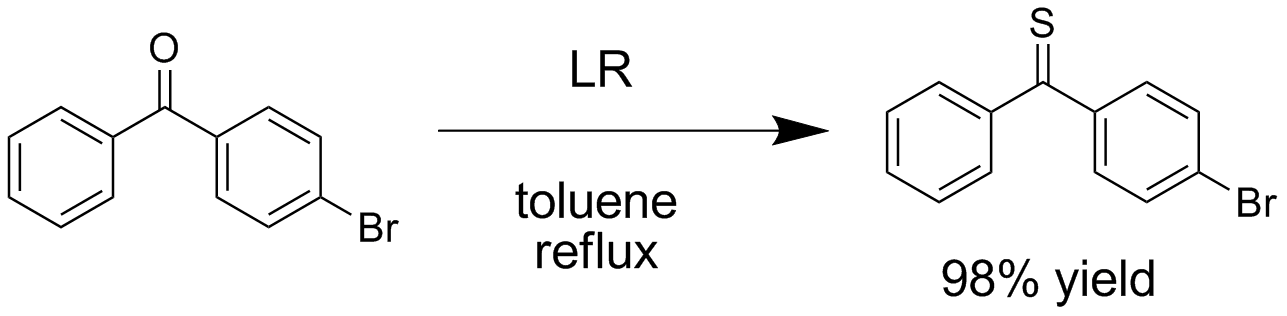
En keton omvandlas till en tioketon med hjälp av Lawessons reagens.